# 劉國欽
劉國欽，南直隸鎮江府金壇縣（今江蘇省常州市金壇區）人，清朝政治人物。

## 生平
明崇禎十二年（1639年），劉國欽中式己卯科應天鄉試舉人。清順治六年（1649年），登二甲三十六名進士，任戶部浙江司主事。順治八年，欽差管理大同糧儲稽覈兵馬兼管屯種。順治十年，管理江南庫兼管西新關。順治十二年，任戶部江西司主事。順治十四年，任太原府忻州知州。